# 肯辛頓公園 (佛羅里達州)
肯辛頓公園（英語：Kensington Park）是位於美國佛羅里達州薩拉索塔縣的一個人口普查指定地區。

## 地理
肯辛頓公園的座標為27°21′25″N 82°29′43″W / 27.35694°N 82.49528°W，而該地最高點為海拔高度6米（即20英尺）。

## 人口
根據2010年美國人口普查的數據，肯辛頓公園的面積為3.40平方千米，當中陸地面積為3.30平方千米，而水域面積為0.10平方千米。當地共有人口3901人，而人口密度為每平方千米1,147人。